# Leśna (obwód brzeski)
Leśna (biał. Лясная; ros. Лесная) – agromiasteczko na Białorusi, w obwodzie brzeskim, w rejonie baranowickim, w sielsowiecie Leśna.
Miejscowość jest siedzibą dwóch parafii – prawosławnej (pw. Kazańskiej Ikony Matki Bożej) i rzymskokatolickiej (pw. Matki Bożej Anielskiej).
W dwudziestoleciu międzywojennym wieś leżała w Polsce, w województwie nowogródzkim, w powiecie baranowickim.
Znajdują tu się cerkiew, kościół oraz powstała w XIX w. stacja kolejowa Leśna, leżąca na linii Moskwa – Mińsk – Brześć.
Podczas okupacji hitlerowskiej, w lipcu 1941 roku Niemcy utworzyli getto dla żydowskich mieszkańców. Przebywało w nim około 70 osób. 13 marca 1943 roku Niemcy zlikwidowali getto, a Żydów zamordowano. 